# Сонцекльош

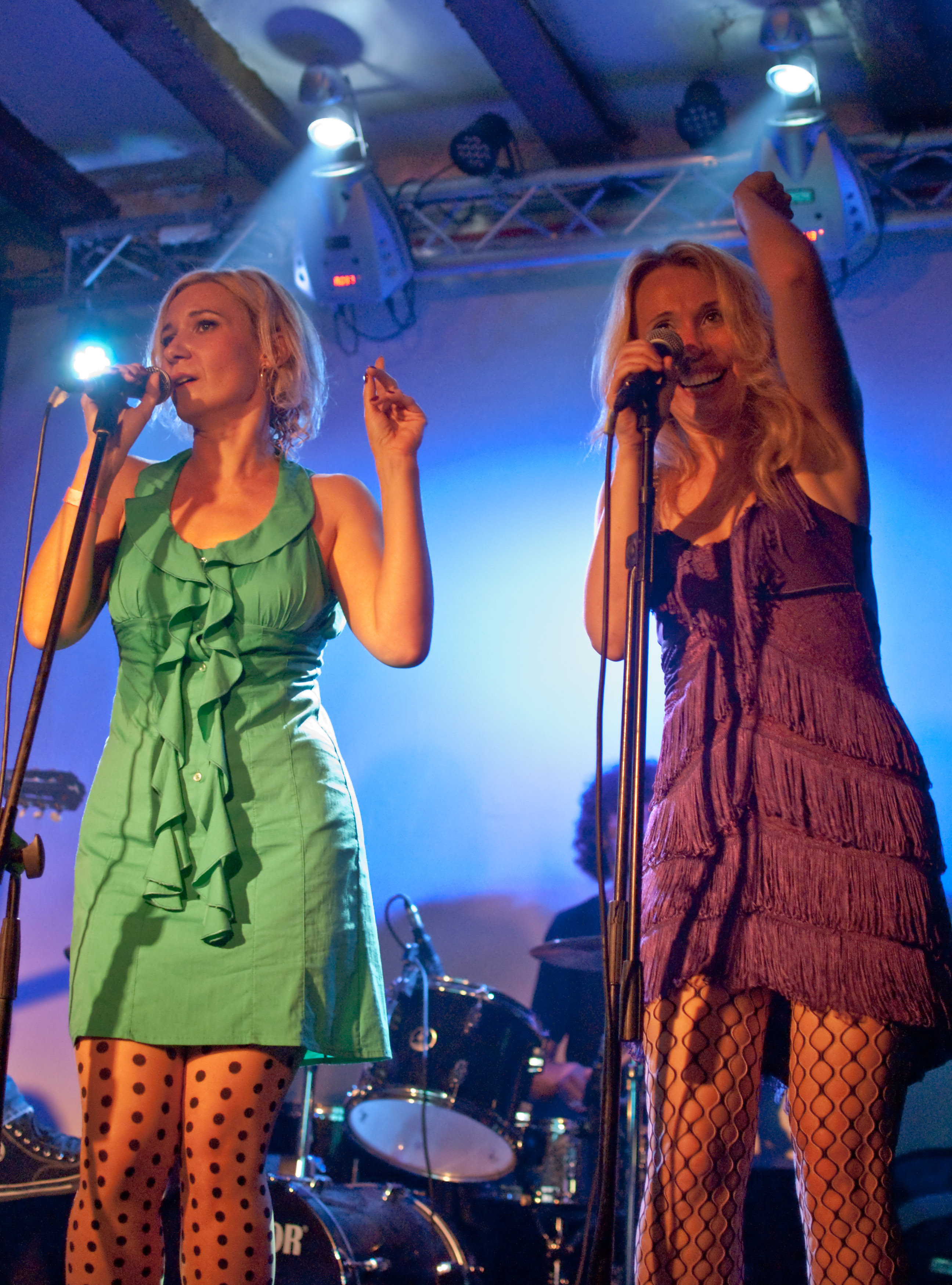
«Сонцекльош» в 2011 році

«Сонцекльош» — український гурт, що виконує пісні в стилі ретро. Самі ж виконавці характеризують свій стиль як етно-кабаре та неоретро. У музичній основі пісень колективу також присутні стилі регі, джазові та рок-н-рольні елементи, балканські й циганські мотиви.

## Творчий шлях
Гурт виник у травні 2005 року, щоправда спочатку навіть не мав назви. Колектив зібрали навколо себе дві очільниці гурту — Олена Грозовська та Марія Кудрявцева. Сам задум виник в Марії Кудрявцевої давно. На той час в Марії назбиралось доволі багато народних кітчевих пісень (з ними була пов'язана її дипломна робота), що містили елементи суржику та місцеві діалектизми. Олена також цікавилась цим і вже дещо пробувала себе на цій ниві.. Познайомившись у спільного знайомого художника, дівчата вирішили втілити цей задум у життя.
Нині гурт регулярно виступає на різних музичних заходах, в клубах, фестивалях. Марія Кудрявцева також входить до складу гурту «Божичі». Репертуар гурту значно завдячує саме етнографічним експедиціям Божичів в різні регіони України (переважно центральної України, Луганщини, Полтавщини, Дніпропетровщини).
На початку 2010-х рр. Олена Грозовська відокремилася від гурту і заснувала власний проект GrozovSka Band.

## Склад гурту
Кількість музикантів в гурті змінюється, зараз в гурт крім двох солісток входить ще вісім музикантів
Солістки:
- Олена Грозовська — мистецтвознавець. Має дві вищі освіти. Фундатор унікальних мистецьких виставок та заходів. Засновник журналу «Антиквар».
- Марія Кудрявцева — музичний фольклорист. Збирає та досліджує народні пісні. Співає у фольклорному ансамблі «Божичі» та проектах Олега Скрипки — «Ле Гранд Оркестр» та «Чоботи з Бугая». Саме Марія Кудрявцева тривалий час збирала і записувала пісні, серед них і такі, що передавалися тільки з вуст в уста. Зараз у гурті Balaklava Blues.

## Альбоми

### «Олено, не плач»
5 грудня 2008 року був представлений перший альбом гурту «Олено, не плач». Альбом містить 9-ть пісень і три відеокліпи.
Зміст платівки:
1. Лебеденко
2. Лєночка
3. Ой на горі є терен
4. Машина
5. На поточку
6. Вася
7. Зажурилася
8. Косили ми сіно
9. Кремена

На додачу відео:
1. Лєночка
2. На Поточку
3. Косили ми сіно

### Альбом «Герої»
29 квітня 2011 о 19.00 в книжковій кав'ярні «Бабуїн» гурт «Сонцекльош» представив свій новий альбом, який отримав назву «Герої». До збірки, над якою музиканти працювали більше року, увійшло 12 пісень. Як і в попередньому доробку гурту — альбомі «Олено, не плач!», у «Героях» ретро 30-х, народні українські, ромські та балканські мотиви поєднані з джазом, ска, латиною та іншими стилями.
Зміст платівки:
1. Празднік
2. Серденя
3. Попатря
4. Ой спала я на сєнє
5. Прощай, сєрдєчноє страдання
6. Базар
7. Старик
8. Фраїрочка
9. Герої
10. Ламбада
11. Дала-с мене
12. Ішов козак потайком